# Железнодорожный мост Нижнеленинское — Тунцзян
Железнодорожный мост «Нижнеленинское — Тунцзян» (кит. 同江铁路大桥) — мост через Амур, соединяющий российский и китайский берега реки. С российской стороны мост находится восточнее села Нижнеленинского Еврейской автономной области.
С китайской стороны: Тунцзя́н — городской уезд городского округа Цзямусы провинции Хэйлунцзян (КНР).
Открыт 16 ноября 2022 года.

## Характеристики
Длина моста — 7194 м; из них 329 метров на российской стороне, а остальная часть — на китайской. Высота над расчетным судоходным уровнем составляет 15 м. Пролёты моста двух типов: ферма — над руслом, и балочная конструкция над поймой реки. Мост однопутный, но с совмещённой колеёй как под российский (1520 мм), так и под китайский (1435 мм) стандарт. С российской стороны от станции Ленинск до моста сооружён подход длиной 4,96 км.

## История

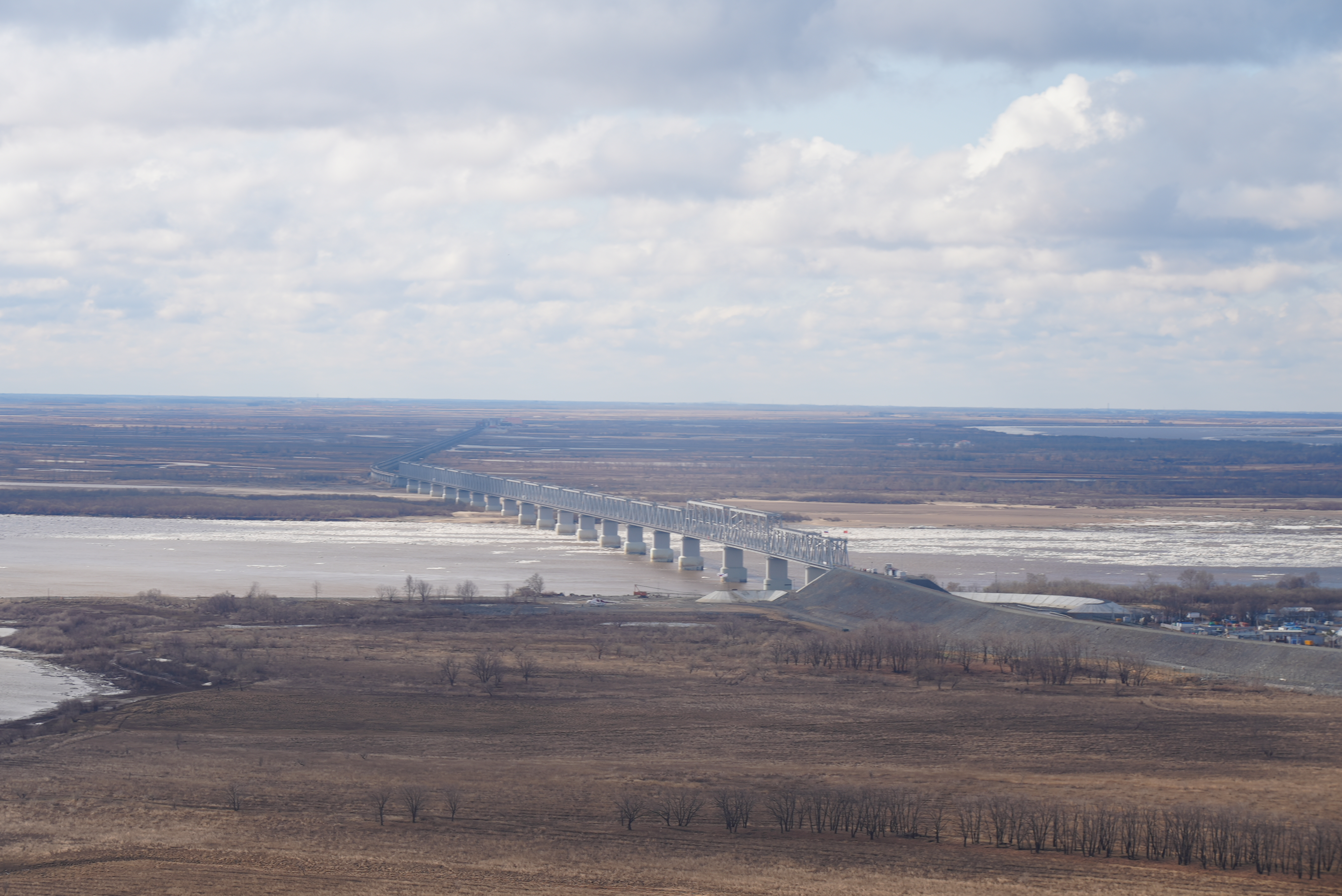
Общий вид моста

Подготовка к строительству моста шла более 20 лет. Впервые о планирующейся постройке моста заявил в июне 2007 года заместитель председателя правительства ЕАО Валерий Гуревич. В итоге, соглашение о его строительстве было подписано лишь в 2013 году, предполагаемая первоначально стоимость — 9 миллиардов рублей.
26 февраля 2014 года на российской стороне произошло освящение закладного камня нового моста. Реальные строительные работы на российской стороне стартовали лишь в июле 2016 года, причём к тому времени китайская часть моста была уже полностью построена.  С российской стороны объект на 25 % финансируется Фондом развития Дальнего Востока и Байкальского региона, Российский фонд прямых инвестиций совместно с китайскими партнерами профинансировал более 70% от всего бюджета строительства российской части моста. Инвесторами проекта также выступили государственная корпорация развития "ВЭБ. РФ" и РЖД.
В октябре 2018 года российскую и китайскую части железнодорожного моста между РФ и КНР «Нижнеленинское — Тунцзян» состыковали. В августе 2021 года на мосту закончили укладку железнодорожного полотна.
В апреле 2022 года российская часть моста была официально достроена, регулярное движение поездов планировалось начать в августе. 16 ноября 2022 года «Российский фонд прямых инвестиций» объявил о запуске движения по железнодорожному мосту.

### Перенос сроков

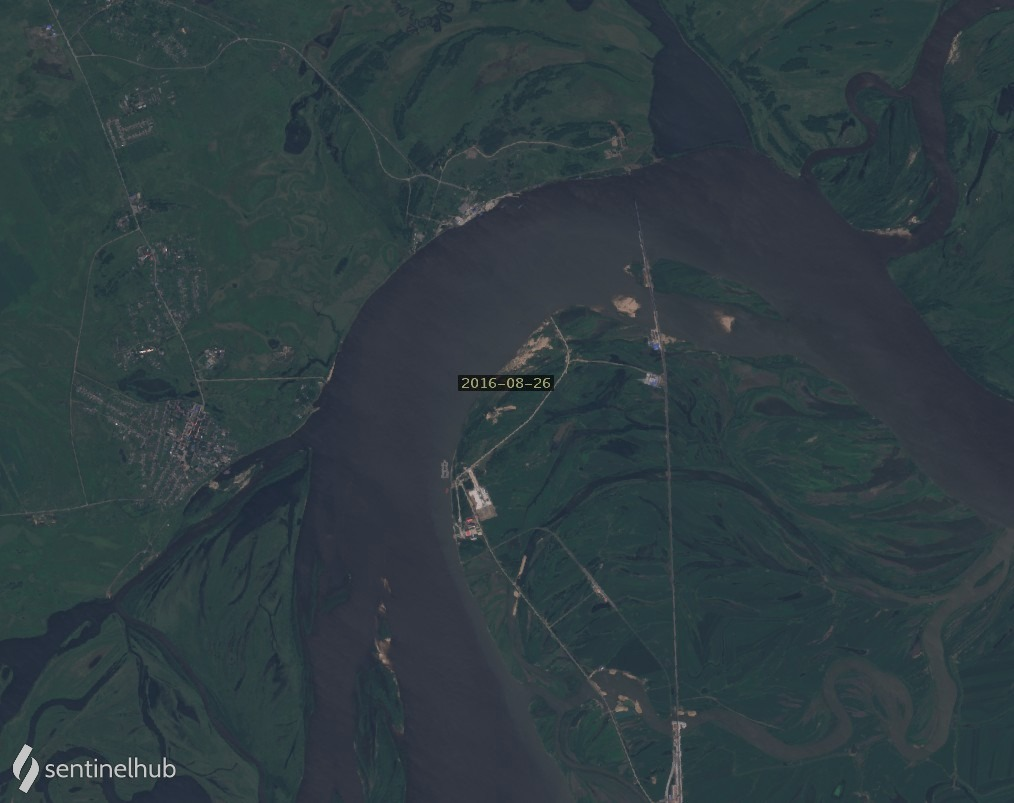
Мост на космоснимке Sentinel-2 2016 года, когда была построена только китайская половина моста
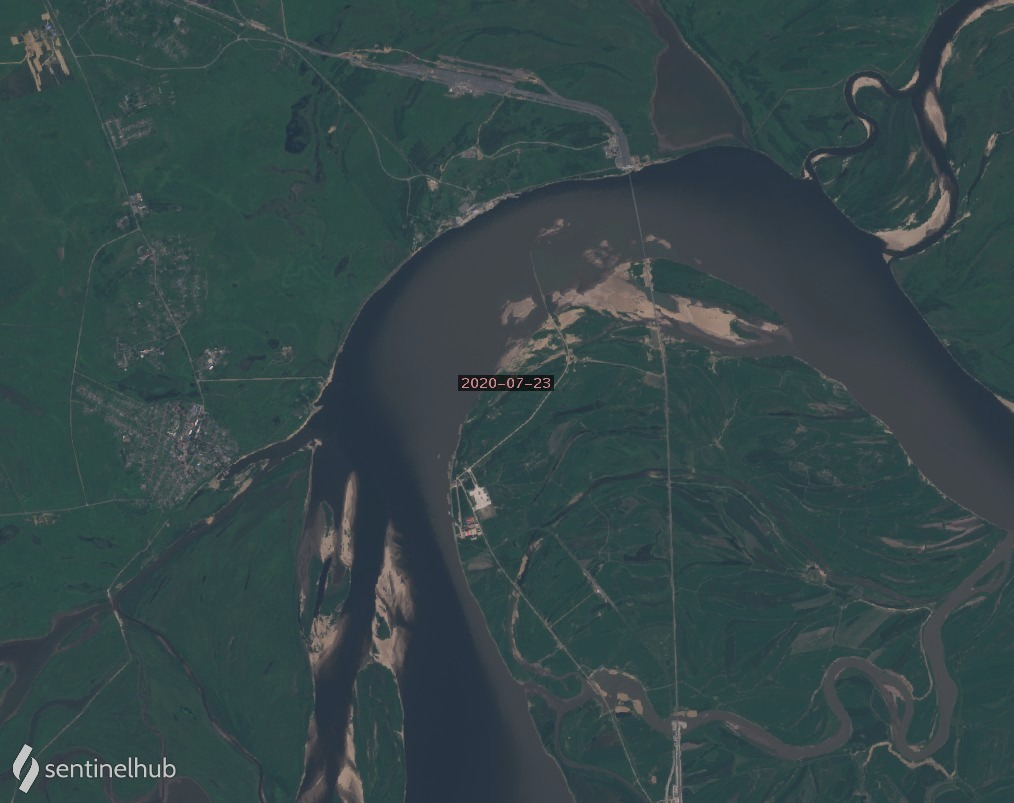
Мост на космоснимке Sentinel-2 2020 года

В феврале 2014 года утверждалось, что объект будет построен уже через два года. В июле 2016 года назывались сроки в полтора-два года. В конце 2018 года движение по мосту планировали начать в сентябре 2019 года, но этого не произошло и в декабре. В декабре 2019 высказывались предположения об открытии моста не раньше конца 2020 года.
В очередной раз сроки открытия моста были перенесены в феврале 2020 года — на 3-й квартал 2021 года. В январе 2022 года сроки открытия моста были перенесены на лето 2023 года.

## Перспективы
Через мост в Китай планируется экспортировать железную руду, уголь, минеральные удобрения, лесную продукцию и другие товары.
Пропускная способность моста составит до 21 миллиона тонн в год. Он соединит ЕАО с провинцией Хэйлунцзян и позволит создать новый экспортный коридор между Россией и Китаем. Переход существенно повысит грузооборот и конкурентоспособность российских производителей и экспортеров — расстояние транспортировки до конечного потребителя сократится примерно на 700 км по сравнению с другими действующими железнодорожными маршрутами.